# 卡托無鬚魮
卡托無鬚魮（学名：Puntius katolo）是輻鰭魚綱鯉形目鯉科的一个種，被IUCN列為極危保育類動物，分布於亞洲菲律賓民答那峨島拉瑙湖流域，本魚體土黃色，上方略為暗色，頭頂褐色；所有魚鰭灰白色，背面輪廓低的具有一個明顯的頸背隆起，背鰭硬棘4枚；背鰭軟條8枚；臀鰭硬棘3枚；臀鰭軟條5枚，體長可達11公分，棲息在中底層水域。